# 11360 Formigine
11360 Formigine este un asteroid din centura principală de asteroizi.

## Descriere
11360 Formigine este un asteroid din centura principală de asteroizi. A fost descoperit pe 24 februarie 1998 la Observatorul San Vittore din Bologna. Asteroidul prezintă o orbită caracterizată de o semiaxă mare de 2,41 ua, o excentricitate de 0,13 și o înclinație de 2,8° în raport cu ecliptica.